# Der Blick des Odysseus
Der Blick des Odysseus (Originaltitel: Το βλέμμα του Οδυσσέα) ist ein Filmdrama des griechischen Filmemachers Theo Angelopoulos aus dem Jahre 1995.

## Handlung
A ist ein griechischer Regisseur, der in den USA lebt und in seine Heimat zurückkommt, um einen Film vorzustellen. Nach jahrzehntelanger Abwesenheit erkennt er seine europäische Heimat nicht mehr wieder. Auf der Suche nach verschollenen Filmrollen der Brüder Manaki, griechischen Filmpionieren, die wahrscheinlich 1905 den ersten griechischen Film überhaupt gedreht hatten, irrt er wie Odysseus durch ein entfremdetes Europa, das nach dem politischen Wandel auf der Suche nach sich selbst und seiner Geschichte ist. Seine Reise führt ihn über Albanien nach Nordmazedonien, Rumänien, Bulgarien und schließlich in das von den Serben belagerte Sarajevo. In Sarajevo können die Menschen nur im Nebel spazieren gehen, da sie sonst von Scharfschützen bedroht sind. S leitet ein Filmmuseum in Sarajevo und hält drei Filmrollen der Manaki-Brüder versteckt. An diesem zerstörten Ort findet A schließlich die unentwickelten Negative aus einer längst vergangenen Zeit.

## Hintergrund
Gian Maria Volonté spielte zunächst die Rolle des S, starb jedoch während der Dreharbeiten und wurde durch Erland Josephson ersetzt.

## Kritiken
- Lexikon des internationalen Films: Eine facetten- und höchst beziehungsreiche filmische Meditation, in der sich individuelle Geschichte, Länder- und Filmgeschichte durchdringen. Bisweilen surreal und unerklärlich, oft auch bitter und aufwühlend, ist der Film ein weiteres eindrucksvolles Fragment in Angelopoulos’ erzählerischem Kosmos.[2]

## Auszeichnungen
Der Film wurde beim Filmfestival von Cannes 1995 mit dem Großen Preis der Jury und dem FIPRESCI-Preis ausgezeichnet. Bei der Preisverleihung in Cannes war Angelopoulos maßlos über die Entscheidung der Jury enttäuscht, ihm nicht den Hauptpreis des Festivals verliehen zu haben. Die Goldene Palme ging stattdessen an Emir Kusturicas Underground. Ein Film, der ebenfalls auf dem Balkan spielt, aber dem Film von Angelopoulos in Ausrichtung und Stil diametral entgegensteht. Als Angelopoulos den Preis von Andy García überreicht bekam, sagte er nur „If this is what you have to give me, I have nothing to say.“ („Wenn das das ist, was ihr mir zu geben habt, habe ich nichts zu sagen.“) und verließ die Bühne.
Weitere Auszeichnungen:
- 1995: Europäischer Filmpreis – Europäischer FIPRESCI-Preis
- 1996: Nastro d’Argento – Beste ausländische Regie und Europäisches Nastro d’Argento
- 1996: Syndicat Français de la Critique de Cinéma – Bester ausländischer Film (gemeinsam mit Land and Freedom)
- 1997: Mainichi Eiga Concours – Bester fremdsprachiger Film
- 1997: Premio Sant Jordi – Bester ausländischer Film
- 1997: Premio Turia – Bester ausländischer Film
- 1999: Argentinischer Premio Cóndor de Plata – Bester ausländischer Film
- Die Deutsche Film- und Medienbewertung FBW in Wiesbaden verlieh dem Film das Prädikat wertvoll.